# 新科季夫
50°45′46″N 25°34′0″E / 50.76278°N 25.56667°E
新科季夫（烏克蘭語：Новокотів），是烏克蘭的村落，位於該國西部沃倫州，由盧茨克區負責管轄，始建於1946年，面積1.24平方公里，海拔高度221米，2001年人口321，人口密度每平方公里258.87人。